# Qatranaïta
La qatranaïta és un mineral de la classe dels òxids i hidròxids. Rep el seu nom de la localitat de Qatranaite, a Jordània, on va ser descoberta.

## Característiques
La qatranaïta és un hidròxid de fórmula química CaZn₂(OH)₆(H₂O)₂. Va ser aprovada com a espècie vàlida per l'Associació Mineralògica Internacional l'any 2016. Cristal·litza en el sistema monoclínic. Es coneix un anàleg sintètic. És l'únic mineral conegut que és un hidròxid natural de calci i zinc. Possiblement es tracti d'un hexahidroxozincat de calci.

## Formació i jaciments
Va ser descoberta a Qatranaite, a Siwaga, a la regió de Hashem (Amman, Jordània).